# Matter (Straas)
Matter war ein Gemeindeteil der Gemeinde Straas im Landkreis Münchberg (Oberfranken, Bayern) und ist heute eine Wüstung auf dem Gemeindegebiet des Marktes Stammbach.

## Geografie
Die Einöde lag auf einer Höhe von 575 m ü. NHN. Ein Anliegerweg führte an Kirschbaum vorbei zu einer Gemeindeverbindungsstraße bei Oelschnitz (1 km nordöstlich). Mittlerweile ist an der Stelle des abgebrochenen Anwesens ein neues Wohngebäude entstanden, das jedoch den Gemeindeteilnamen Matter nicht mehr trägt.

## Geschichte
Das Anwesen wurde in der ersten Hälfte des 19. Jahrhunderts auf dem Gemeindegebiet von Straas errichtet. Es war ein Aussiedlerhof von Oelschnitz, der erst später den Namen „Hochwinkel“ erhielt, ab 1867 war der Name „Matter“ gebräuchlich. 1952 war das Anwesen abgebrochen.

### Einwohnerentwicklung
| Jahr      | 1861  | 1871  | 1885  | 1900   | 1925   | 1950  |
| Einwohner | 2     | 6     | 7     | 7      | 5      | 0     |
| Häuser    |       |       | 1     | 1      | 1      | 0     |
| Quelle    | [ 5 ] | [ 8 ] | [ 9 ] | [ 10 ] | [ 11 ] | [ 6 ] |

## Religion
Matter war nach St. Maria (Stammbach) gepfarrt und evangelisch-lutherisch geprägt.